# Теггинг

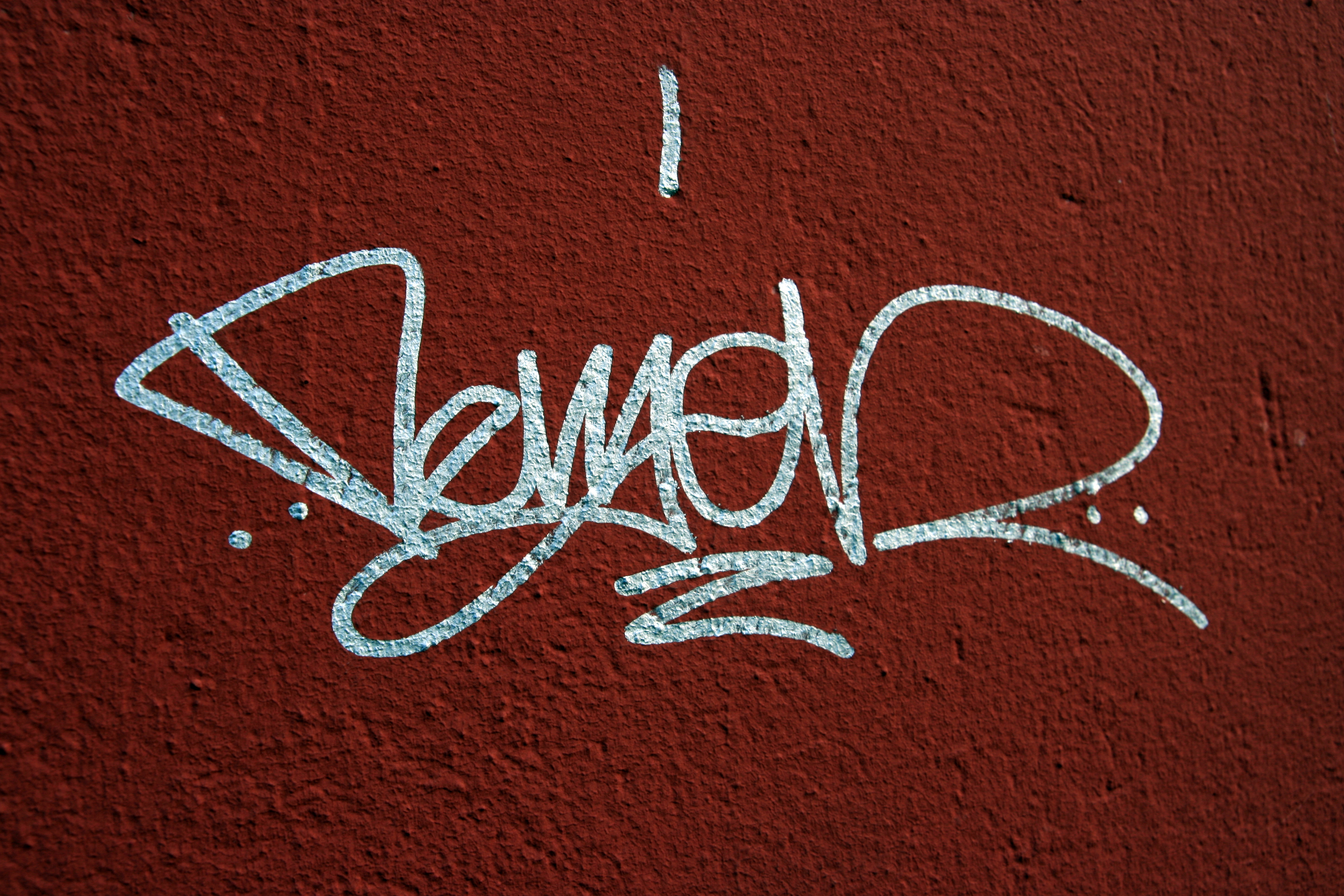
Тег одного граффити-художника из шведского города Мальмё

Теггинг (англ. Tagging) — вид граффити, представляющий собой быстрое нанесение подписи автора на какие либо поверхности, зачастую в общественных местах. Отдельная подпись называется «тег» (англ. tag, метка). Художника, занимающегося теггингом, называют «райтером». Является разновидностью вандализма. Попадает под административную и уголовную ответственность.

## История
Несмотря на протяженную историю граффити, теггинг в современном виде получил наибольшее развитие в 1960-70-х годах в США, преимущественно в Нью-Йорке. Поначалу это был инструмент криминальных группировок для «разметки» собственной территории. Один из участников группировки «Savage Skulls» начал писать своё имя, Julio 204 (204 — по номеру улицы, где он жил), и оказался одним из первых граффити-райтеров в Нью-Йорке. Однако он ограничивался написанием своего имени в пределах района, потому не приобрел известности. Первым замеченным СМИ теггером стал Taki 183, работавший в то время курьером, и наносящий надписи по всему городу и в метрополитене. Выход статьи в газете New York Times («Taki 183» Spawns Pen Pals) породил массу подражателей, и теггинг для многих молодых людей стал средством выразить себя и обратить на себя внимание. Впоследствии, из-за появления перманентных маркеров и красок, устойчивых к внешнему воздействию, а также из-за развития хип-хоп культуры, теги стали неотъемлемой частью облика крупного города.

## В контексте граффити
Некоторые райтеры считают теги основополагающей частью культуры, «базисом» граффити-художника. По их мнению, тег характеризует стиль райтера: как из-за внешнего вида, так и из-за выбранного для надписи места.
При написании букв простыми инструментами вроде маркера или баллончика краски, трудно спрятать за цветовыми решениями недостатки в динамике букв и компоновке, потому тег по праву считается самой «чистой» формой граффити. Райтеры уделяют немало времени развитию стиля, формируя так называемый «Handstyle».
Теггинг близок к каллиграфии — более того, некоторые теггеры изображают на стенах классические готические шрифты, курсивы и пр. Но, в отличие от каллиграфии, в граффити требуется не только писать в особой манере, но и писать быстро. В некоторых случаях для ускорения тег пишут в одну линию, не отрывая руки («One Line»).

## Инструменты
Райтеры, как правило, пишут маркерами или аэрозольными баллончиками. Этим, однако, диапазон не ограничивается: также используются промышленные маркеры, сквизеры (сквизеры - это вид маркеров для грязной надписи "с потёками"), маркеры с помповой системой, садовые пульверизаторы, заправленные краской огнетушители. Распространены самодельные маркеры и чернила. Первые получают из губок для обуви, корректоров, тюбиков для капель и пр. Рецепты чернил индивидуальны и некоторыми райтерами хранятся в секрете.
В больших городах теги могут быстро закрашивать или оттирать, потому некоторые райтеры занимаются скретчингом — выцарапыванием своего имени на поверхности (англ. scratch - царапать). Также для долговременных надписей — в основном, на стекле — используется плавиковая кислота, заправленная в пластмассовые маркеры.